# Asilha
Asilha (en francès i oficial Azille) és un municipi de França de la regió d'Occitània, al departament de l'Aude